# スターターピストル

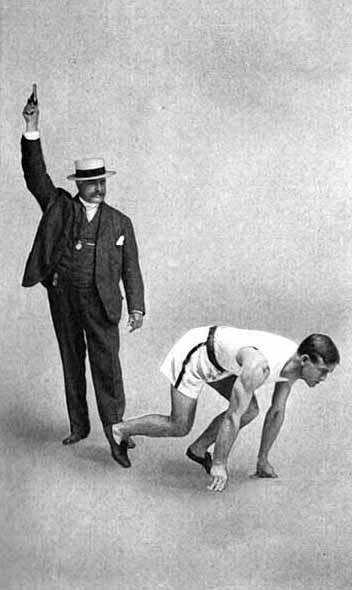
スターター(左)

スターターピストルは、陸上競技・競泳・運動会などでスタートの際に鳴らす音が出る銃のこと。いわゆる号砲。信号器ともいう。一般には紙火薬（紙雷管）を使用することが多く、実弾などはあまり使われない。最近では火薬を用いない電子式のスターターピストルもある。

## 概要
陸上競技をスタートする際、スターターが鳴らしてスタートの合図をする。種類としては、紙火薬（紙雷管）を用いるものには単発式、双発式、連発式があり、このほか火薬を用いない電子式のものもある。
手動計測の場合、火薬を用いるスターターピストルでは、ゴール地点の計時員は音ではなく白煙を見て計時を開始する。これはスタート地点とゴール地点との距離が開くと音の確認では誤差が大きくなってしまうためである（音速は340 m/s＝1224 km/hなので、音を使うには50 mが限界）。ただし空気中の白煙は確認しにくいことがあるためスターター側に補助員を付けて信号器反射板（棒の先に黒い板がついた形状で、黒い板を背景にすることで白煙が見やすくなる）を用いることもある。
電動計測の場合、スターターピストルに信号出力ケーブルを接続して、写真判定装置などと連動した計測が行われる。日本陸上競技連盟公認の競技会の場合は電動計測とシステムの規定があり、これらのシステムは原則年に一回の検査が義務付けられている。音速の遅さからスターター位置からのみの号砲発射は各競技者に号砲音が到達する時間差が懸念されるため、特に短距離走ではスターターピストルのみではなく、信号器(スターターピストルと連動して雷管を破裂させる機器)を複数箇所分散配置させることが規定されている。このようなシステムにおいては、スターターピストルの引き金は､スターターピストル先端の発光部、信号器、不正スタート検知システム、写真判定装置などと連動しており、これらが一斉に動き出すスイッチの役割もしている。
スターターは発砲音で耳を傷めないようプロテクターを耳に装着することが取扱説明書などで推奨されている。
近年では花火よりも単価が安いことから鳥獣対策にも利用されている。

## 種類

### 火薬式
単発式
雷管を一発ずつ装填、破裂させる方式。汎用性も高く入手しやすいが、号砲発射の度に雷管を詰め替える必要があるため、複数発を短時間で発射することは困難である。
双発式
雷管を二発装填、二発破裂させる方式。この音は微妙にずれがあり、「パパン」という音がする。陸上競技では、フライング警告のためにリコーラーが使用する場合がある。
連発式
雷管を複数発装填し、一発ずつ破裂させる方式。主に陸上競技の競技会などで使用される信号器や中長距離用スターターピストルに利用される。一回の雷管装填で複数回数発射することができるため、フライング後の再スタートなどを円滑に行うことができる。

### 電子式
火薬を用いず、合成された電子音をスタート音として用いる方式。複数のスピーカーボックスを置いて一斉にスタート音を鳴らすことも容易である。競輪や競泳などで多く使用されているが、近年は陸上競技でも採用されてきている。電子音を使用するため、雷管不発の心配や雨養生による音の変化を気にせず使用できるほか、雷管の詰め直しなどの手間も必要なく、円滑な競技会運営が期待できる。特に競輪では発走台と連動させており（PIST6では発走台は使用しない）、号砲が鳴るまで発走台はロックされているためフライングの防止にもなっている。

## 運動会での利用と聴覚過敏の子どもへの対応
日本においては、運動会の徒競走、リレー走、綱引き、玉入れ、騎馬戦といった競技用、さらにはシンボル（アニメの運動会シーンでSEとして使われていることも多い）として、学校で広く利用されている。しかし、発達障害を抱える子どもなどに多い聴覚過敏を持つ子どもにとっては、スターターピストルの大きな音が精神的ストレスやパニックの原因につながっている。2010年代以降、聴覚過敏を持つ子どもが抱えるこうした問題が提起されるようになり、一部公立学校の運動会ではスターターピストルの使用をやめ、ホイッスルに切り替えているところもある。